# Cezarjev tempelj
Cezarjev tempelj ali tempelj Divusa Iuliusa (lat. Templum Divi Iuli, italijansko Tempio del Divo Giulio), znan tudi kot tempelj poveličanega Julija Cezarja, delubruma, heroona ali tempelj kometa Cezarja , je starodavna struktura v Rimskem forumu v Rimu, v bližini Regie in templja Veste.

## Zgodovina
Tempelj je začel graditi Avgust 42. pr. n. št., ko je senat posmrtno poveličal Julija Cezarja. Avgust je prostilni tempelj (še vedno ni znano, ali je bilo njegovo naročilo jonski, korintski ali kompozitni slog) posvetil Cezarju, svojemu očetu posvojitelju, 18. avgusta leta 29 pr. n. št., po bitki pri Akciju. Stoji na vzhodni strani glavnega trga Rimskega foruma, med Regio, templjem Kastorja in Poluksa in baziliko Emilija, na mestu Cezarjeve kremacije, kjer je Cezarjevo oporoko prebral na pogrebu Mark Antonij.
Cezar je bil prvi prebivalec Rima, ki je bil poveličan in so ga počastili s templjem . Četrti flamen maior mu je bil posvečen po letu 44. pr. n. št., in Mark Antonij je bil prvi, ki je služil kot flamen Divi Julii, duhovnik Cezarjevega kulta.
Visoka ploščad, na kateri je bil zgrajen tempelj, je služila kot rostra (Rostra ad divi Iuli) in je bila, tako kot Rostra na nasprotnem koncu Foruma, okrašena s premci ladij, ki so bile zajete v bitki pri Akciju.
Cezarjev tempelj je bil edini, ki je bil v celoti posvečen kultu kometa (imenovan 'zvezda komet'). Komet, ki se je pojavil nekaj po Cezarjevem umoru (44 pr. n. št.) je bil obravnavan kot duša poveličanega Julija Cezarja in simbol »novega rojstva« Avgusta kot edinstvenega rimskega vladarja in cesarja. V grški in rimski kulturi je komet pridevnik, ki opisuje značilnosti posebne zvezde. 'Zvezda komet' pomeni 'dolgoletna zvezda' in je bila tako zastopana na kovancih in spomenikih. Tukaj je izvleček Plinijevega poročila, z deli javnega govora, ki jih je izrekel Avgust o kometu, njegovem očetu Cezarju  in njegovi lastni usodi:
 Edini kraj na svetu, kjer je komet predmet čaščenja, je tempelj v Rimu. [...] Njegov kasnejše veličanstvo Avgust je menilo, da je ta komet zelo koristen zanj; kot se je zdelo [...] dolgo po smrti očeta Cezarja. [...] Ljudje so verjeli, da ta zvezda pomeni Cezarjevo dušo, ki jo je dobil med duhovi nesmrtnih bogov.
"Božanska zvezda" je bila predstavljena na kovancih in se verjetno častila v templju bodisi kot 'zvezda komet' ali kot 'preprosta zvezda'. Zvezda je bila uporabljena kot splošni simbol božanskosti od 44 pr. n. št., kot je razvidno iz serije kovancev; po pojavu kometa se je preprosta zvezda spremenila v komet z dodajanjem repa enemu od žarkov te zvezde, kot je prikazano na seriji kovancev 37–34 pred našim štetjem, 19–18 pr. n. št.
Po Apijanu  je bila v bližini Regie in verjetno del glavnega trga Rimskega foruma druga izbira, ker je bil prvi namen rimskega ljudstva zakopati Cezarja na Kapitolskem griču med drugimi bogovi Rima. Vendar so jim rimski duhovniki preprečili, da bi to storili (domnevno zato, ker se je kremacija štela za nevarno zaradi številnih lesenih konstrukcij ob tem), in so Cezarjevo truplo prenesli nazaj na Forum v bližini Regie, ki je bila osebni sedež Cezarja Pontifexa Maximusa. Po nasilnem prepiru o pogrebni grmadi in končni usodi Cezarjevega pepela, so se Rimljani, možje Cezarjeve stranke in družine odločili, da bodo na tej lokaciji zgradili grmado. Zdi se, da je bil na tem mestu tribunal praetoris sub divo z gradus, znanim kot tribunal Aurelium, zgradba, ki jo je zgradil C. Aurelius Cotta okoli leta 80 pr. n. št., blizu tako imenovane Puteal Libonis, bidental (sveto mesto kamor je udarila strela) za svete prisege pred sojenjem. Po Cezarjevem pogrebu in gradnji templja se je to sodišče nato preselilo pred Cezarjev tempelj, verjetno na mesto tako imenovane Rostra Diocletiani.
Cezarjevo truplo so odnesli na Rimski forum na ležišču iz slonovine in postavili na Rostro v pozlačeno svetišče po vzoru templja Venere Genetrix, boginje, iz katere je izhajala družina Julijcev. Mark Antonij je izgovoril svoj slavnostni govor, ki mu je sledilo javno branje Cezarjeve volje, medtem ko je mehanska naprava, ki je bila postavljena nad sam mrtvaški oder, zavrtela voščeno podobo Cezarja, tako da so ljudje lahko jasno videli 23 ran v vseh delih telesa in na obrazu. Množica, ki so jo premaknile besede Marka Antonija, Cezarjeva volja in pogled na voščeno podobo, je poskušala, vendar ni prenesla trupla na Kapitol, da bi počival med bogovi. Na koncu je bilo truplo postavljeno na pogrebno grmado, ki je bila ustvarjena v bližini Regie, z uporabo lesenih predmetov, ki so bili na voljo na Forumu, kot so lesene klopi in upepelitev je trajala celo noč. Zdi se, da je bil običajni pogreb pripravljen za Cezarja na Campusu Martiusu.
Na mestu upepeljevanja so na hitro postavili oltar in steber za kult ubitega pontifexa maximusa, svetnika, proti kateremu je bilo strogo prepovedano uporabljati rezalno orožje in predmete. Steber je bil iz numidijskega rumenega kamna in je imel napis Parenti Patriae, tj., Ustanovitelju naroda. Toda ta prvi spomenik je bil skoraj takoj odstranjen s strani anti-cezarjeve stranke. Leta 42 pred našim štetjem so Oktavijan, Lepid in Mark Antonij odredili gradnjo Cezarjevega templja.
Nekaj po Cezarjevi smrti se je na nebu nad Rimom pojavil komet in ostal jasno viden vsak dan sedem dni, začenši eno uro pred sončnim zahodom. Ta komet se je prvič pojavil med ritualnimi igrami pred templjem Venere Genetrix, domnevnim prednikom družine Julii na Forumu Julija Cezarja in mnogi v Rimu so mislili, da je bila duša poveličanega Cezarja pozvana, da se pridruži drugim bogov. Po pojavu tega znaka je Avgust objavil javni govor, v katerem je pojasnil pojav kometa. Govor je delno znan, ker ga je delno prepisal Plinij starejši. Po javnem govoru je Avgust skoval nekaj serij kovancev, ki so bili posvečeni kometu in Cezarju, Divus Iulius, tako da je mogoče imeti predstavo o predstavitvi zvezde kometa poveličanega Julija Cezarja.
Avgust je v svojem javnem govoru o pojavu kometa navedel, da se je sam, novi vladar sveta, rodil politično, ko se je njegov oče Julij Cezar pojavil kot komet na nebu v Rimu. Njegov oče je napovedal politično rojstvo svojega posvojitelja; bil je tisti, ki se je rodil pod kometom in katerega videz kometa je napovedoval. Druge mesijanske prerokbe o Avgustu so povezane s Svetonijem, vključno z zgodbo o pokolu nedolžnih, ki so bili spočeti, da bi mladega Oktavijana ubili kmalu po njegovem rojstvu. Avgust je želel, da se ga obravnava kot resničnega subjekta kakršnih koli mesijanskih prerokb in pripovedi. Kasneje v času njegovega vladanja je naročil, da se zberejo in uničijo vse druge knjige prerokb in mesijanskih pričevanj. Tempelj je tako končal kot predstavnik Julija Cezarja kot poveličanega in samega Avgusta kot novorojenčka pod kometom. Sam komet je bil predmet javnega bogoslužja.
Posvetitev templja je trajala več dni, v tem času je bila rekonstrukcija obleganja Troje, gladiatorske igre, lovski prizori in banketi. Ob tej priložnosti so v Rimu prvič razstavili povodnega konja in nosoroga. Zdi se, da so bila vrata templja odprta, tako da je bilo iz glavnega trga Rimskega foruma mogoče videti kip pontifexa maximusa Julija Cezarja. Če je to res, nova razlaga o lokaciji Rostre Diocletiani in Rostre ad Divi Iuli ne more biti pravilna.
Avgust je v tem templju posvetil vojni plen . Oltar in svetišče sta podelila pravico do azila . Vsake štiri leta je potekal festival pred Rostro ad Divi Iuli v čast Avgusta. Rostro so uporabljali za izvedbo pogrebnih govorov naslednikov cesarjev. Druz in Tiberij sta v Forumu podala dvojni govor; Druz je prebral svoj govor iz Rostre Augusti in Tiberij je prebral svojega iz Rostre ad Divi Iuli, enega pred drugim. Cesar Hadrijan je podal kakšen pogrebni govor iz Rostre ad Divi Iuli leta 125, kar je razvidno iz serije kovancev, ki so jih za to priložnost naredili.

## Arhitektura
Tempelj je stal do konca 15. stoletja, ko so bili njegov marmor in kamni ponovno uporabljeni za gradnjo novih cerkva in palač. Ohranjeni so samo deli betonske ploščadi.
Tloris tega templja manjka v cesarski Formi Urbis (tloris antičnega Rima izklesan v marmorju v času  vladavine Septimija Severa med letoma 203—211). Preostali fragmenti za to območje Rimskega foruma so na ploščah V-11, VII-11, VI-6  in kažejo tlorise Regie, templja Kastorja in Poluksa, Fonsa in Lacus Iuturnae, bazilike Iulie in bazilike Emilije. Vitruvij  je zapisal, da je tempelj primer piknostila sprednje verande, s šestimi tesno razporejenimi stebri na sprednji strani. Vendar pa je razporeditev stebrov negotova, saj bi lahko bila bodisi prostil  ali peripteral .
Slog, ki je bil prvotno uporabljen za ta tempelj, je negotov. Starodavni kovanci s predstavitvami templja Divus Iulius kažejo, da so stebri bili jonski ali kompozitni, vendar so arheologi na mestu našli fragmente korintskih kapitelov. Nekateri znanstveniki predvidevajo, da je imel tempelj jonski pronaos v kombinaciji s korintskimi pilastri na stenah cele, tj. na vogalih cele; drugi znanstveniki menijo, da je bil tempelj v celoti korintski in da je dokaz kovancev slaba predstavitev korintskih stebrov. Razlika med korintskimi in kompozitnimi stebri je renesančna in ne antična rimska. V antičnem Rimu so bili korintski in kompozitni del istega sloga. Zdi se, da je kompozitni slog skupen na civilnih stavbah in zunanjosti slavolokov ter manj pogost na zunanjosti templja. Številni templji in verski objekti v avgustovski dobi so bili korintski, kot so tempelj Marsa Ultorja, Maison Carrée v Nîmesu in drugi.
Tempelj je bil uničen v času požara Septimija Severa in nato obnovljen. Primerjave z Avgustovim in Hadrijanovim časom nakazujejo možnost, da je bil med obnovo spremenjen slog templja. Ogredje in venec, ki sta na tem mestu, imata modiljone in rožaste strukture, značilne za korintski slog.
Prvotni položaj stopnišča podijuma ostaja negotov. Morda je bila na sprednji strani in na straneh stopnišča ali na zadnji strani in na straneh. Položaj na zadnji strani je model rekonstrukcije, ki temelji na domnevni podobnosti med tem templjem in templjem Venere Genetrix v Cezarjevem forumu. Ta podobnost ni dokazana in zgolj utemeljena na dejstvu, da je bilo na javnem pogrebu in govoru Marka Antonija telo Julija Cezarja postavljeno na mrtvaški oder iz slonovine in v pozlačeno svetišče po vzoru Venerinega templja. Prednji položaj temelji na nekaterih dokazih iz izkopavanj iz 19. stoletja in na splošnem vtisu dejanskega kraja ter na upodobitvah na starih kovancih.

### Rostra
Kasij Dion, rimski zgodovinar, poroča o pritrditvi rostre iz bitke pri Akciju na podij. Tako imenovana Rostra ad Divi Iuli je bil podij, ki so ga govorniki uporabljali za uradne in civilne govore in še posebej za cesarske pogrebne govore. Podij je jasno viden na kovancih iz Hadrijanskega obdobja in v Anaglypha Traiani, vendar povezava med podijem rostre in strukturo templja ni očitna.
Tudi v tem primeru je veliko različnih hipotetičnih rekonstrukcij splošne ureditve zgradb tega dela Rimskega foruma. V skladu z eno, je bil Rostrin podij pritrjen na tempelj Divus Iulius in je dejansko podij templja Divus Iulius z rostro (premvi vojne ladje) pritrjena v čelnem položaju. V skladu z drugimi rekonstrukcijami je bil Rostrin podij ločen ploščad, zgrajena zahodno od templja Divus Iulius in neposredno pred njim, tako da podij templja Divus Iulius ni ploščad, ki so jo uporabljali govorniki za svoje govore in ne za pritrditev premcev ladij, vzetih iz bitje pri Akciju. Ta ločen in neodvisen podij ali ploščad, znano kot Rostra ad Divi Iuli, se zaradi končne ureditve stavbe imenuje tudi Rostra Diocletiani.

### Zgornji okras na sprednjem pedimentu
Iz analize starodavnih kovancev je mogoče določiti dve različni seriji okraskov za zgornji sprednji del templja. Ognjeni zublji (njihova identifikacija je negotova) so krasili pediment, kot v etruščanskih okrašenih antefiksih, podobno okrasju Jupitrovega templja na Kapitolskem griču. Ognjeni zublji so morda spominjali na plamene kometa (zvezde) na Avgustovih kovancih. Z zvezdo kot glavno dekoracijo timpanona, kot je razvidno iz kovancev, je imel celoten tempelj nalogo, da predstavlja komet (zvezdo), ki je napovedal poveličanje Julija Cezarja in Avgustovo vladanje, kot poroča Plinij starejši.
Kip na vrhu čelnega pedimenta in dva kipa na končnih vogalih, klasična dekoracija za rimske templje, segata do Hadrijanove vladavine.
Druge zgradbe iz Avgustovega obdobja s tovrstno etruščansko dekoracijo se pojavljajo na kovancih, pa tudi na predstavitvi prednjega dela kurije.

### Niša in oltar
Tudi nišo in oltar pred tempeljskim podijem so problem interpretacije, ki temelji na skromnih podatkih. Vidni so bili leta 29 pred našim štetjem, ko je bil tempelj posvečen in ko je bila narejena Avgustova serija kovancev s templjem Divus Iulius. Za obdobje po kovancih te serije ni jasnih dokazov. Znano je, da je bil včasih oltar odstranjen in niša napolnjena in zaprta s kamni, da bi na templju ustvarili nepretrgano steno. Po različnih hipotezah se je to zgodilo bodisi v 14. pr. n. št. ali verjetno pred 4. stoletjem n. št., ali po Konstantinu I. ali Teodoziju I. zaradi verskih pomislekov o poganskem kultu cesarja.
Richardson in drugi znanstveniki predpostavljajo, da zapolnjena niša morda ni bila oltar Julija Cezarja, temveč Puteal Libonis, stari bidental, uporabljen med sojenjem na tribunal Aurelium za javne prisege. Po mnenju C. Hülsena krožna struktura, ki je vidna pod Avgustovim slavolokom, ni Puteal Libonis in drugi krožni elementi, prekriti s travertinom v bližini Cezarja in Arcus Augusti, so predolgi, da bi lahko pripadali Avgustovi dobi.

### Mere
Tempelj je meril 26,97 metra v širino in 30 metrov v dolžino, kar ustreza 91 proti 102 rimskim čevljem. Podijum ali ploščad je bila visoko vsaj 5,5 m, vendar je bila spredaj visoka le 3,5 m. Stebri, če so bili korintski, so bili verjetno visoki 11,8 do 12,4 m, kar ustreza 40 ali 42 rimskim čevljem.

### Materiali
- Tuf (notranji deli stavbe)
- Opus caementicium (notranji deli stavbe)
- Travertin (stene podija in cela)
- Marmor (del podija, stebri, ogredje in pediment templja, verjetno marmor iz Lunija, tj. carrarski marmor)

### Dekoracija in položaj ostankov
Friz je bil ponavljajoči se vzorec zvitka ženskih glav, gorgon in krilatih figur. Timpanon, vsaj v prvih letih, je verjetno kazal ogromno zvezdo, kar je mogoče videti na Avgustovih kovancih.
Venec je imel dentile in snope modilijonov (eden od prvih primerov v arhitekturi rimskega templja) in spodnje strani okrašene z ozkimi pravokotnimi ploščami s cvetjem, vrtnicami, diski, lovorovimi krošnjami in borovimi štorži. Ostanki okraskov, vključno z elementi predstavitve Viktorije in cvetlični okraski, so vidni na mestu ali v muzeju Forum (Antiquarium Forense).

### Notranjost
Avgust je uporabil tempelj, da je posvetil daritve vojnega plena. V njem je bil ogromen kip Julija Cezarja, zastrtega kot Pontifex maximus, z zvezdo na glavi, ki je v desni roki nosil lituus, augurjevo palico.. Ko bila vrata templja odprta, je bilo mogoče videti glavni kip iz glavnega trga Rimskega foruma. V celi templja je bila znana slika Apelove Venere Anadiomene. V času vladavine Nerona, se je Apelova  slika poslabšala in je ni bilo mogoče obnoviti, zato jo je cesar zamenjal z Dorotheusom. Obstaja tudi druga Apelova slika, ki prikazuje Dioskura z Viktorijo.